# Spatzen-Messe
La Spatzen-Messe in Do maggiore K 220, ossia la Messa dei passeri, è una composizione sacra scritta da Wolfgang Amadeus Mozart nel 1775 all'età di 19 anni.

## Storia
Mozart scrisse la Messa K 220 quando si trovava a Monaco dove era potuto "fuggire" da quella Salisburgo che ormai gli stava stretta avendo ottenuto dal suo datore di lavoro Colloredo il permesso di recarvisi per la prima rappresentazione dell'opera buffa La finta giardiniera composta l'anno precedente. Il musicista poteva contare sull'appoggio del Vescovo di Chiemsee e soprattutto di Massimiliano III principe elettore di Baviera che gli aveva commissionato un Offertorio, Misericordias Domini (K 222), per capire quale fosse la capacità compositiva del giovane musicista. Convinto dalla prima opera Massimiliano III gli commissionò la messa, destinata alla sua cappella personale; il brano fu quindi probabilmente composto a Monaco, negli stessi giorni del carnevale 1775 quando andò in scena, al Salvatortheater, La finta giardiniera.

## Struttura
- 1. Kyrie - coro - Allegro (Do maggiore)
- 2. Gloria - soli e coro - Allegro (Do maggiore)
- 3. Credo - soli e coro - Allegro (Do maggiore)
  - a) Et incarnatus est - soli e coro - Andante (Do minore)
  - b) Et resurrexit - soli e coro - Allegro (Do maggiore)
- 4. Sanctus - coro - Andante (Do maggiore)
  - a) Pleni sunt coeli - coro - Allegro (Do maggiore)
- 5. Benedictus - soli - Andante (Sol maggiore)
  - a) Osanna - coro - Allegro (Fa maggiore)
- 6. Agnus Dei - soli e coro - Adagio (Do maggiore)
- 7. Dona nobis - coro - Allegro (Do maggiore)

## Analisi
Si tratta di una composizione singolarmente breve, verosimilmente scritta in gran fretta; la critica, Hermann Abert in particolare, mette in evidenza la quasi totale assenza del contrappunto come nel più perfetto linguaggio classico, cosa che fa di questa messa l'esatto contrario della Messa in Fa maggiore K 192 scritta l'anno precedente; sembra che Mozart abbia qui inteso realizzare un'opera di grande trasparenza formale e di particolare facilità, in parole povere "un'opera popolare".  Sempre Abert fa notare la particolarità costituita dalla ripresa del tema del Kyrie nel Dona, procedimento frequentemente adottato dai due fratelli Haydn e del quale si servirà l'allievo Süssmayr per completare il Requiem dopo la morte di Mozart.
L'opera deve il suo «irriverente ma non inopportuno titolo di Messa dei passeri» al fatto che nel Sanctus, all'attacco allegro del Pleni sunt coeli et terra, i violini eseguono una piccola cellula ritmica con un'appoggiatura inferiore Fa diesis-Sol, eseguita anche durante l'Osanna, che richiama il cinguettio dei passeri.
I movimenti sono quelli di una Missa brevis, ma il termine qui è improprio poiché la composizione è orchestrata con la solennità di una Missa solemnis con l'impiego di trombe e timpani e il raddoppio delle voci corali, tranne i soprani, con i tromboni.

## Organico
Soprano, contralto, tenore, basso, coro misto (SABT); orchestra composta da: due trombe, tre tromboni, timpani, organo, archi